# Strange Tales

Strange Tales este o serie de antologie Marvel Comics . Titlul a fost reînviat în diferite forme de mai multe ori. Doctor Strange și Nick Fury, agentul SHIELD și-au făcut debutul în Strange Tales . A fost o vitrină pentru poveștile științifico-fantastice/suspans ale artiștilor Jack Kirby și Steve Ditko și pentru munca revoluționară a scriitorului-artist Jim Steranko . Două reviste anterioare, fără legătură, purtau, de asemenea, acest titlu.

## Monștri și vrăjitori
| Povești ciudate             | Povești ciudate |
| Informații despre publicare | Informații despre publicare |
| --------------------------- | --- |
| Editor                      | Comics Marvel |
| Programa                    | Bilunar, iunie 1951 – iunie 1952; lunar, iulie 1952 – oct. 1953; bilunar, nov. 1953 – februarie 1954; lunar, martie 1954 – august 1954; bilunar oct. 1954 – aprilie 1955; lunar, iunie 1955 – iunie 1957; bilunar Dec. 1957 – Oct. 1960; lunar, noiembrie 1960 – mai 1968 |
| Data publicării             | (vol. 1) iunie 1951 – mai 1968 (vol. 1 revigorare) sept. 1973 – noiembrie 1976 (vol. 2) aprilie 1987 – oct. 1988 |
| Nr de probleme              | (vol. 1) 168 (vol. 1 trezire) 20 (#169–188) (vol. 2) 19 |

Seria Marvel Comics a difuzat 168 de numere, cu copertă din iunie 1951 până în mai 1968.  A început ca o antologie de groază din precursorul companiei din anii 1950, Atlas Comics . Modelat inițial după poveștile morale sângeroase ale liniei populare și revoluționare de benzi desenate EC ,  Strange Tales a devenit mai puțin excentric odată cu instituirea în 1954 a Codului benzilor desenate , care interzicea groaza grafică, precum și vampirii, zombii și alți monștri clasici.
Benzile desenate s-au schimbat din nou odată cu revenirea îndrăznețului din industrie Jack Kirby , artistul care a creat împreună Captain America pentru companie, apoi a lucrat în altă parte timp de 17 ani. Începând cu numărul 68 (aprilie 1959), Strange Tales a fost reînnoit pentru a reflecta tendința actuală de atunci a monștrilor din filmele științifico-fantastice. Practic, fiecare număr s-ar deschide cu o poveste cu monstru Kirby (în general scrisă de Christopher Rule inițial, apoi mai târziu de Dick Ayers ), urmată de unul sau două thriller-uri sau povești SF desenate de Don Heck , Paul Reinman sau Joe Sinnott , toate acoperite de un Stan Lee adesea suprarealist, uneori autoreflexiv- Steve Ditko scurt.